# Боти-Мањалди (Кунео)
Боти-Мањалди је насеље у Италији у округу Кунео, региону Пијемонт.
Према процени из 2011. у насељу је живело 86 становника. Насеље се налази на надморској висини од 619 м.